# Rondella (meccanica)

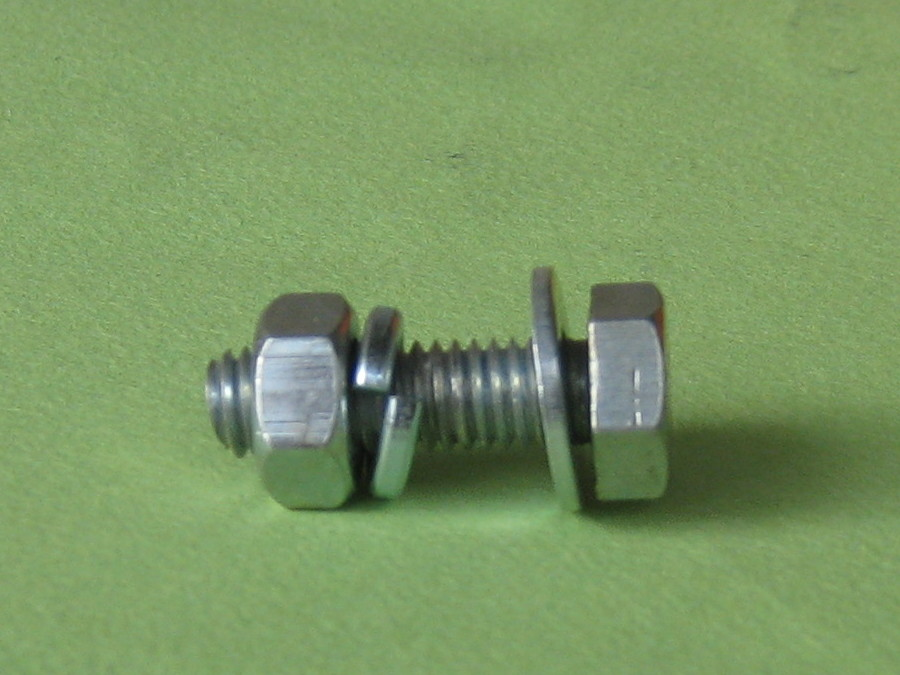
Due rondelle posizionate fra il dado e la testa della vite.

Una rondella (se di tipo calibrato prende il termine tecnico rosetta), in meccanica, è un dischetto, generalmente metallico, con un foro centrale e che viene inserito fra un dado di un bullone, o la testa di una vite, e l'oggetto contro il quale va stretto al fine di migliorarne il bloccaggio. Altri usi dipendono dal tipo di rondella utilizzata.

## Funzionamento
Grazie alla loro ampiezza, le rondelle sono in grado di distribuire il carico di serraggio su una superficie più estesa rispetto a quella fornita da un bullone o dalla testa di una vite, aspetto particolarmente importante quando l'elemento da fissare è di un materiale poco resistente, come il legno, che farebbe affondare gli elementi di fissaggio. Permettono inoltre di aumentare l'attrito tra il dado e l'oggetto da fissare e fungono da distanziatori nel caso in cui le viti o i bulloni siano troppo lunghi.

## Tipologia

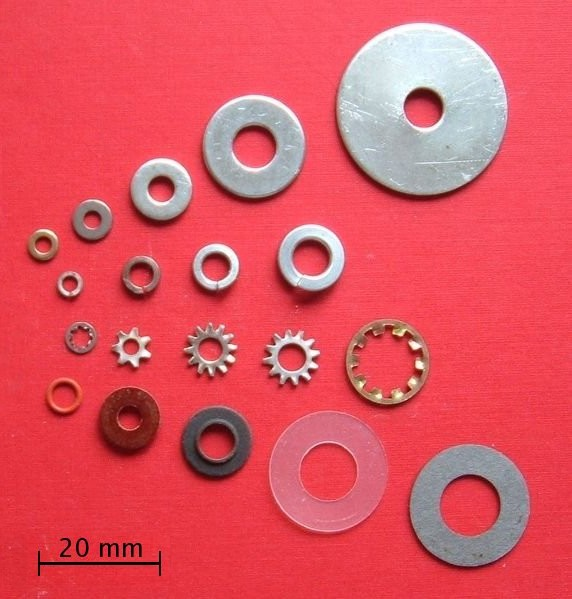
Diversi tipi di rondella (dalla fila in alto): piane, elastica, dentata, di guarnizione.

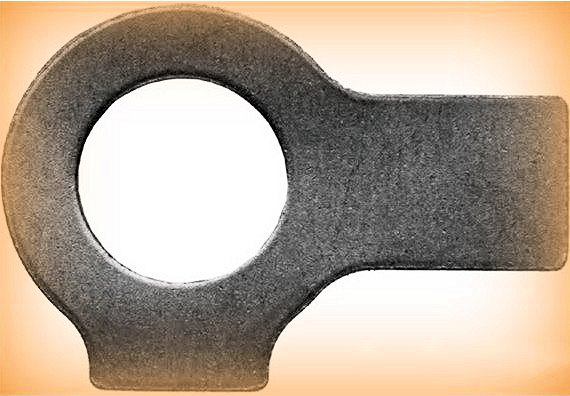
Una rondella di sicurezza.

Sono numerose le forme e i materiali utilizzati per fabbricare le rondelle.
- Le rondelle piane, o di appoggio, sono utilizzate per ripartire lo sforzo del bullone e della vite su una superficie più ampia e proteggere la superficie stessa. Queste rondelle possono essere fabbricate anche con materiali isolanti, come la plastica, la gomma, il sughero o il cartone pressato. La rondella detta "grembialina" è quella che si usa su materiali teneri avendo la rosetta (cioè la corona ovvero l'area di appoggio) larga: in questo modo si riduce la forza per unità di superficie.[4]
- Le rondelle elastiche, o di Grover, grazie alla loro forma ad elica cilindrica che esercita una forza elastica, prevengono lo svitamento della vite e del bullone mantenendo il dado in tensione. Lo stesso scopo viene raggiunto dalle rondelle a onda e a stella.[2][4]
- Le rondelle coniche, o di Belleville, hanno una forma conica con un'apertura generalmente più ampia e permettono una maggiore presa della vite.[1][2]
- Le rondelle dentate o zigrinate, grazie alla loro dentatura interna o esterna, aumentano l'attrito sul dado e ne ostacolano la rotazione (quelle specifiche per il legno si aggrappano alla superficie lignea). A seconda dello scopo sono a dentatura esterna o interna o ambo.[1]
- Le rondelle di sicurezza sono provviste di linguette oppure di naselli che vengono ripiegati contro il dado per aumentarne la presa. Questo tipo è usato sui bulloni che sono soggetti a vibrazioni.[1]
- Le rondelle di guarnizione sono costruite generalmente con del metallo tenero o della gomma e vengono inserite fra un tappo filettato e la sua sede per assicurare la tenuta. La rondella di guarnizione è detta anche ranella.[4]

## Galleria d'immagini

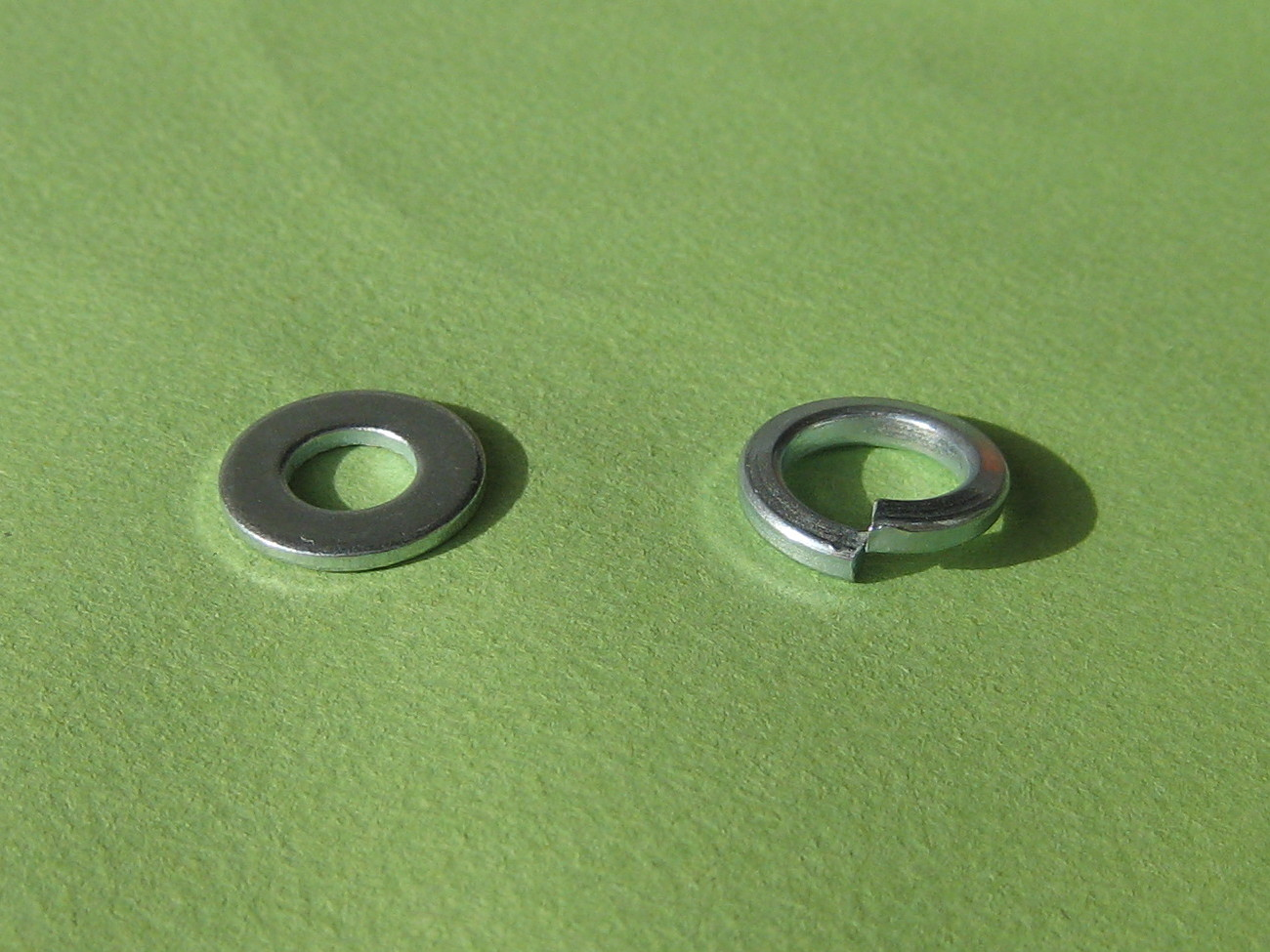
Una rondella piana (a sinistra) e una rondella elastica, o di Grover (a destra).
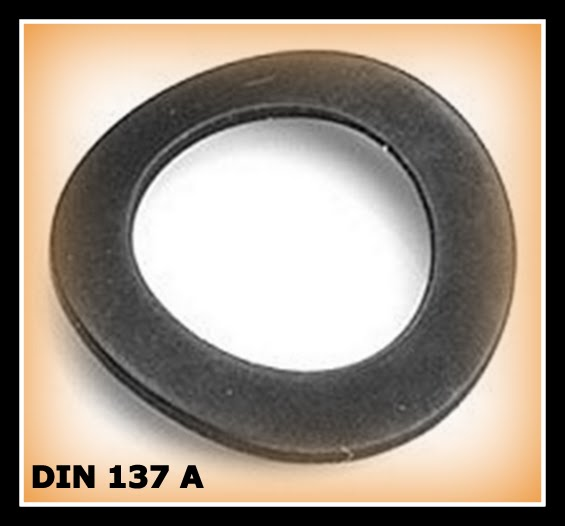
Una rondella elastica con forma "a onda".
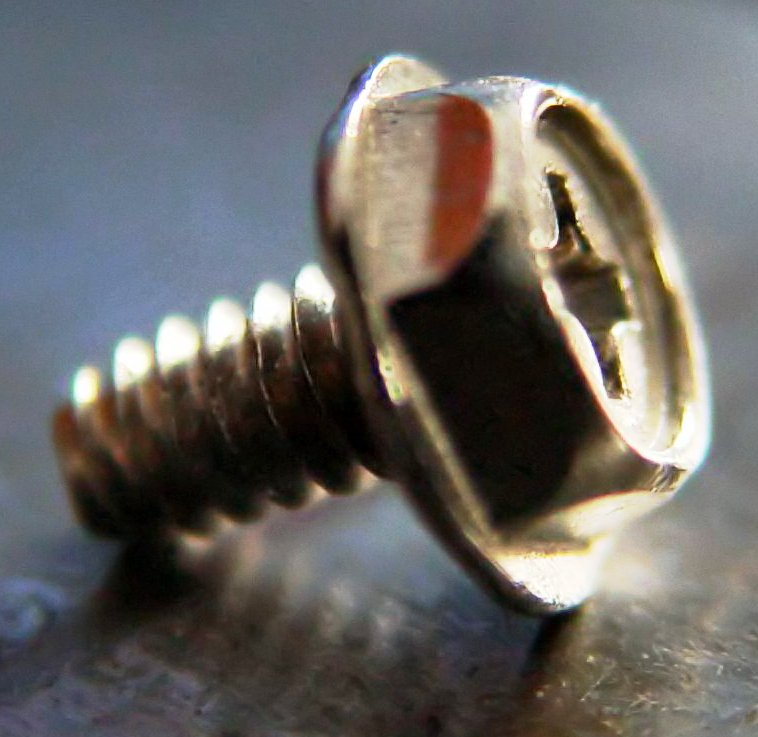
Una vite con la testa comprensiva di rondella.